# La Forêt meurtrière
Pour plus de détails, voir Fiche technique et Distribution.
La Forêt meurtrière (Spoilers of the Forest) est un film américain produit et réalisé par Joseph Kane, sorti en 1957.

## Synopsis[1]
Dans le Montana, Joan Milna partage avec son beau-père, un écologiste convaincu, plusieurs milliers d'hectares de forêt. Ce domaine est convoité par Eric Warren, qui dirige une des plus importantes entreprise de coupe du pays et qui emploie des dizaines de bûcherons entièrement dévoués à leur patron. Il envoie son contremaitre, Boyd Caldwell, persuader Joan de vendre, mais ce dernier tombe amoureux de la jeune femme...

## Fiche technique
- Titre original : Spoilers of the Forest
- Réalisation : Joseph Kane
- Scénario : Bruce Manning[2]
- Producteur : 	Joseph Kane
- Photographie : Jack A. Marta
- Montage : Richard L. Van Enger
- Genre : Aventure[3]
- Production : Republic Pictures
- Durée : 68 minutes
- Date de sortie : 5 avril 1957

## Distribution
- Rod Cameron : Boyd Caldwell
- Vera Ralston : Joan Milna
- Ray Collins : Eric Warren
- Hillary Brooke : Phyllis Warren
- Edgar Buchanan : Tom Duncan
- Carl Benton Reid : John Mitchell
- Sheila Bromley : Linda Mitchell
- Hank Worden : Pat Casey
- John Compton : Billy Mitchell
- John Alderson : Big Jack Milna
- Angela Greene : Camille
- Paul Stader : Dan
- Mary Alan Hokanson : Marie Milna
- Raymond Greenleaf : Clyde Walters
- Eleanor Audley : Mrs. Walters